# Парфентьево
Парфентьево — село в Московской области России. Входит в городской округ Коломна.
Население — 825 чел. (2010).
С 2006 до 2017 гг. входило в Пестриковское сельское поселение Коломенского района, с 2017 до 2020 гг. — в Коломенский городской округ.

## Население
| 2002 | 2006 | 2010 |
| ---- | ---- | ---- |
| 711  | ↗724 | ↗825 |

С 2018 года население села начало стремительно увеличиваться, в связи с активным строительством частного сектора в новой части села (Новое Парфентьево).

## Достопримечательности
- Никольская церковь

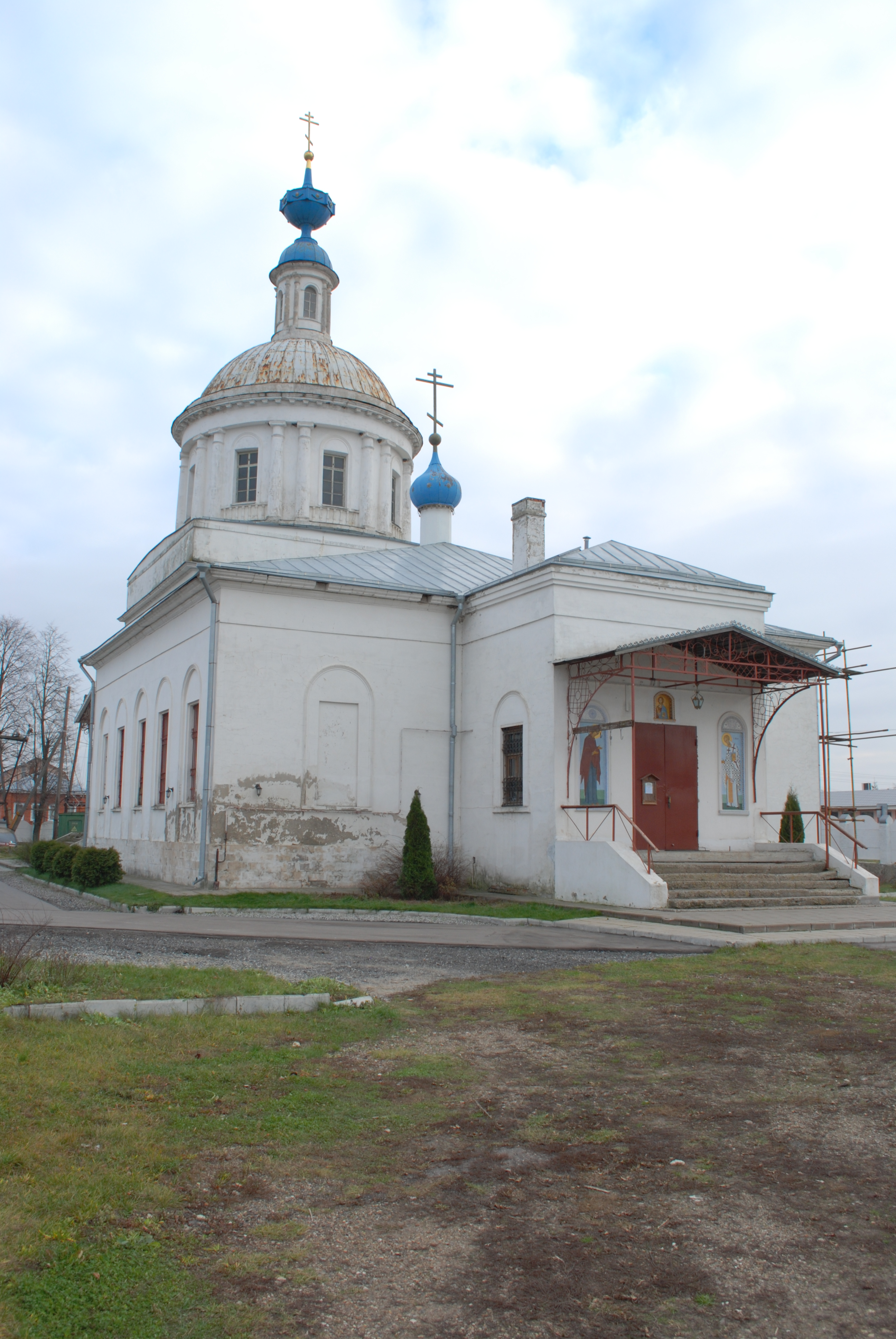
Никольская (Тихвинской иконы Божией Матери) церковь (1847)

## Люди, связанные с селом
- Василий Григорьевич Горбачёв — священник, мученик (память 13 февраля и в Соборе новомучеников и Исповедников Российских).